# Pastore Bob
Pastore Bob, född den 23 maj 2013, är en svensk varmblodig travhäst. Under åren 2015–2017 tränades han av Stefan P. Pettersson och kördes oftast av Torbjörn Jansson. Sedan 2018 tränas och körs han av Johan Untersteiner.
Pastore Bob började tävla i september 2015 och inledde med en seger. Han har till november 2019 sprungit in 4,7 miljoner kronor på 63 starter varav 10 segrar, 10 andraplatser och 9 tredjeplatser. Han har tagit karriärens hittills största segrar i Prins Carl Philips Jubileumspokal (2018) och Finlandialoppet (2018). Han har även kommit på andraplats i St. Michel-loppet (2018) och Prix d'Etain Royal (2019) samt på tredjeplats i Prix d'Etain Royal (2018), Hugo Åbergs Memorial (2018, 2019) och Sundsvall Open Trot (2018).

## Karriär

### Tidig karriär
Pastore Bob inledde karriären hos tränare Stefan P. Pettersson, verksam vid Mantorptravet. Han debuterade i lopp den 8 september 2015 på Örebrotravet, där han kördes av Kenneth Haugstad. Han segrade direkt i debuten, med 2,5 längder före tvåan Gareth Boko (som också gjorde tävlingsdebut i detta lopp). Den 20 augusti 2016 kom Pastore Bob på fjärdeplats i den korta E3-finalen för hingstar och valacker. Han kördes av Torbjörn Jansson, som var hans ordinarie kusk säsongerna 2016 och 2017.

### Genombrottet 2018
Inför säsongen 2018 flyttades Pastore Bob från tränare Stefan P. Pettersson till Johan Untersteiner, verksam vid Halmstadtravet. Han debuterade i den nya regin den 24 februari 2018 i stayerloppet V75 Champions på Solvalla, där han slutade på fjärdeplats. Därefter följde tre raka segrar, bland annat i Prins Carl Philips Jubileumspokal den 30 mars 2018 på Färjestadstravet.
Efter den framgångsrika starten i den nya regin, debuterade han mot den äldre eliten i Prix d'Etain Royal den 21 april 2018 och kom där på tredjeplats. Nästa start blev Finlands största lopp Finlandialoppet på Vermo travbana den 5 maj. I loppet tog han enkelt hand om ledningen och höll undan till seger. Segern var hans hittills största, värd 110 000 euro. Efter segern blev han som åttonde häst inbjuden till 2018 års upplaga av Elitloppet. Den 27 maj 2018 gick Elitloppet av stapeln, och han startade i det andra av de två försöksloppen. Han kom fyra i försöket och kvalificerade sig därmed för final. Han tilldelades spår 7 i finalen, men lyckades ändå ta ledningen före invändiga hästar som Ringostarr Treb, Dreammoko och Propulsion. Han kom till slut på åttondeplats i finalen.
Elitloppet följdes upp med en start i Kalmarsundspokalen den 24 juni 2018, där han slutade oplacerad efter att ha travat i ledningen på en regntung bana. Nästa start blev St. Michel-loppet i Finland den 15 juli, där han kom på andraplats, slagen av Heavy Sound. Den 31 juli 2018 kom Pastore Bob trea i Hugo Åbergs Memorial, efter segraren Propulsion och tvåan Up And Quick. Nästa uppgift blev femåringsloppet Jubileumspokalen den 14 augusti på Solvalla, där han slutade oplacerad. Han reste därefter till Norrland för att den 25 augusti delta i Sundsvall Open Trot tillsammans med kusken Peter Ingves. De kom på tredjeplats i loppet, före bland annat Readly Express. Han deltog sedan i 2018 års UET Trotting Masters-final den 16 september på Östersundstravet, där han slutade oplacerad. Året avslutades i USA med deltagande i International Trot på Yonkers Raceway där han dock galopperade bort sina möjligheter.